# Il generale (miniserie televisiva)
Il generale è una miniserie televisiva italiana del 1987 in quattro parti, per la regia di Luigi Magni, ultima produzione seguita dal produttore Franco Cristaldi.

## Trama
La miniserie, ambientata tra il settembre 1860 e l'aprile 1861, inizia con l'ingresso di Giuseppe Garibaldi a Napoli a bordo del treno di cui il Generale e il suo Stato Maggiore si impadroniscono armi in pugno.
Il racconto si snoda tra Napoli, Torino, Roma, Caserta e termina con la sconfitta politica del Generale, che, dopo aver donato uno Stato al Regno Sabaudo, si ritrova a dover tornare a Caprera, a meditare sul sogno unitario. Un sogno che, in vita, non riuscirà mai a realizzare.

## Produzione
Franco Nero interpreta la parte dell'Eroe dei Due Mondi, nonostante la non perfetta rassomiglianza estetica; tra gli interpreti secondari compaiono Ángela Molina, Flavio Bucci e Laura Morante nelle parti rispettivamente della domestica nizzarda di Garibaldi Battistina Ravello, di Giuseppe Mazzini e di Anita Garibaldi.
Per gli interni, molte scene sono state girate effettivamente nei posti dove si svolsero i fatti, quali la Reggia di Caserta e l'aula del parlamento di Palazzo Carignano.
Per gli esterni, le scene napoletane e quelle ambientate a Caprera sono state girate sulla costa croata, quelle dell'esilio romano dei sovrani borbonici nei giardini di Villa Medici e sulla nave Amerigo Vespucci.

## Distribuzione
La miniserie, che incontrò un grande successo in Italia, è stata trasmessa da numerose emittenti straniere, in Europa, Stati Uniti, Sud America e ha dato vita a due libri fotografici.

## Recensioni
Il regista Luigi Magni, in appendice al libro di Guido Gerosa intitolato appunto Il Generale (1986) e che presentava una serie di illustrazioni fotografiche tratte dal suo film, scrive:
(Luigi Magni, "Introduzione alle illustrazioni fotografiche", ne Il Generale di G. Gerosa, ERI-Edizioni, 1986, p. 326)